# لميس الحسين عبد العزيز
لميس الحسين عبد العزيز (من مواليد 24 أبريل 1998) لاعبة تنس مصرية.
في 24 ديسمبر 2018، حققت تصنيفها الفردي الأعلى في المرتبة 691 عالميًا. وفي 24 فبراير 2020، بلغت قمتها في المرتبة رقم 828 في تصنيفات WTA للزوجي.
مثلت الحسين عبد العزيز مصر في كأس فيد، حيث لديها سجل فوز – خسارة 2–5.

## نهائيات الـ ITF

### الفردي: 3 (3 وصيف)
| عنوان تفسيري         |
| -------------------- |
| بطولات 100,000 دولار |
| بطولات 80000 دولار   |
| بطولات 60 ألف دولار  |
| بطولات 25000 دولار   |
| بطولات 15000 دولار   |

| نتيجة | W – L | التاريخ     | المسابقة           | المستوي | سطح   | الخصم            | النتيجة  |
| ----- | ----- | ----------- | ------------------ | ------- | ----- | ---------------- | -------- |
| خسارة | 0-1   | سبتمبر 2018 | ITF القاهرة، مصر   | 15000   | ترابي | شارلوت رومر      | 3-6، 4-6 |
| خسارة | 0-2   | أكتوبر 2018 | ITF شرم الشيخ، مصر | 15000   | صلب   | جاكلين كاباج عوض | 5-7، 3-6 |
| خسارة | 0-3   | ديسمبر 2019 | ITF القاهرة، مصر   | 15000   | ترابي | ماريون فيرتلر    | 1-6، 4-6 |

### زوجي: 5 (2 ألقاب، 3 وصيف)
| عنوان تفسيري         |
| -------------------- |
| بطولات 100,000 دولار |
| بطولات 80000 دولار   |
| بطولات 60 ألف دولار  |
| البطولات 25000 دولار |
| بطولات 15000 دولار   |

| نتيجة | W – L | التاريخ     | المسابقة           | الطبقة | سطح   | الشريك               | الخصم                                | نتيجة                |
| ----- | ----- | ----------- | ------------------ | ------ | ----- | -------------------- | ------------------------------------ | -------------------- |
| فوز   | 1–0   | مايو 2018   | ITF القاهرة، مصر   | 15000  | ترابي | ماريا باتراسكو       | علا أبو ذكرى ساندرا سمير             | 4-6، 6-3، [11-9]     |
| خسارة | 1–1   | سبتمبر 2018 | ITF القاهرة، مصر   | 15000  | ترابي | فرح عبد الوهاب       | جويل كيسيل شارلوت رومر               | 6-7 (3-7)، 2-6       |
| فوز   | 2-1   | سبتمبر 2019 | ITF القاهرة، مصر   | 15000  | ترابي | أناستازيا زولوتاريفا | بوجانا مارينكوفيتش ساندرا سمير       | 7-5، 2-6، [10-3]     |
| خسارة | 2-2   | نوفمبر 2019 | ITF المنستير، تونس | 15000  | الصلب | سيلستين أفومو إيلا   | أنجليكا راجي كارلا تولي              | 6–3، 4–6، [7-10]     |
| خسارة | 2-3   | نوفمبر 2019 | ITF المنستير، تونس | 15000  | الصلب | سيلستين أفومو إيلا   | نادية إشفيريا علم جوستينا ميكولسكيتو | 6-7 (6-8)، 6-7 (2-7) |

## روابط خارجية
- على موقع رابطة محترفات كرة المضرب
- لميس الحسين عبد العزيز في موقع الاتحاد الدولي لكرة المضرب
- لميس الحسين عبد العزيز في كأس فيد